# Campeonato Mundial Feminino de Curling de 1979
O Campeonato Mundial Feminino de Curling de 1979 (oficialmente denominado 1979 Royal Bank of Scotland World Women's Curling Championship) foi a primeira edição do Mundial Feminino do esporte. Disputado na cidade de Perth, na Escócia, o torneio teve participação de onze equipes.

## Equipes
| Canadá | Dinamarca | Inglaterra | França |
| --- | --- | --- | --- |
| North Shore Winter Club, Vancouver Capitã: Lindsay Sparks Terceira: Dawn Knowles Segunda: Robin Wilson Primeira: Lorraine Anne Bowles       | Hvidovre CC, Hvidovre Capitã: Iben Larsen Terceira: Astrid Birnbaum Segunda: Marianne Jørgensen Primeira: Helena Blach         | Glendale CC, Northumberland Capitã: Janette Forrest Terceira: Enid Logan Segunda: Mary Aitchison Primeira: Dorothy Shell | Megève CC CC, Megève Quarta: Erna Gay Capitã: Paulette Delachat Segunda: Suzanne Parodi Primeira: Huguette Jullien |
| Alemanha | Itália | Noruega | Escócia |
| CC Schwenningen, Schwenningen Capitã: Susi Kiesel Terceira: Gisela Lunz Segunda: Heidi Schapman Primeira: Trudi Benzing                     | Cortina CC, Cortina d'Ampezzo Capitã: Nella Alvera Terceira: Paola Zardini Segunda: Lidia Cavallini Primeira: Loredana Da Giau | Asker CC, Oslo Capitã: Ellen Githmark Terceira: Eli Kolstad Segunda: Kirsten Vaule Primeira: Ingvill Githmark            | Ayr CC, Ayr Capitã: Beth Lindsay Terceira: Ann McKellar Segunda: Jeanette Johnston Primeira: May Taylor            |
| Suécia | Suíça | Estados Unidos | |
| Amatörföreningens CK, Estocolmo Capitã: Birgitta Törn Terceira: Katarina Hultling Segunda: Susanne Gynning-Ödling Primeira: Gunilla Bergman | Basel-Albeina CC, Basileia Capitã: Gaby Casanova Terceira: Betty Bourquin Segunda: Linda Thommen Primeira: Rosi Manger         | Granidears CC, Seattle Capitã: Nancy Langley Terceira: Dolores Wallace Segunda: Leslie Frosch Primeira: Nancy Pearson    | |

## Resultados

### Primeira fase
| 1ª rodada      | 1ª rodada | 1ª rodada  |
| -------------- | --------- | ---------- |
| Noruega        | 5 - 17    | Alemanha   |
| Inglaterra     | 3 - 16    | Escócia    |
| França         | 3 - 11    | Canadá     |
| Estados Unidos | 6 - 5     | Dinamarca  |
| Suíça          | 18 - 1    | Itália     |
| 2ª rodada      |           |            |
| Estados Unidos | 10 - 9    | Itália     |
| França         | 8 - 10    | Suécia     |
| Inglaterra     | 7 - 8     | Dinamarca  |
| Suíça          | 9 - 6     | Alemanha   |
| Escócia        | 13 - 8    | Noruega    |
| 3ª rodada      |           |            |
| França         | 10 - 5    | Suíça      |
| Estados Unidos | 8 - 6     | Inglaterra |
| Suécia         | 8 - 5     | Escócia    |
| Dinamarca      | 9 - 5     | Noruega    |
| Canadá         | 12 - 2    | Alemanha   |
| 4ª rodada      |           |            |
| Suécia         | 9 - 3     | Canadá     |
| Escócia        | 11 - 2    | Dinamarca  |
| Inglaterra     | 2 - 11    | Itália     |
| Estados Unidos | 9 - 8     | Alemanha   |
| França         | 9 - 4     | Noruega    |
| 5ª rodada      |           |            |
| Inglaterra     | 6 - 14    | Alemanha   |
| Canadá         | 12 - 5    | Suíça      |
| Suécia         | 7 - 3     | Noruega    |
| França         | 7 - 5     | Dinamarca  |
| Escócia        | 13 - 2    | Itália     |
| 6ª rodada      |           |            |
| Canadá         | 5- 7      | Noruega    |
| Estados Unidos | 9 - 8     | França     |
| Dinamarca      | 7 - 6     | Itália     |
| Escócia        | 15 - 6    | Alemanha   |
| Suécia         | 10 - 6    | Suíça      |

| 7ª rodada      | 7ª rodada | 7ª rodada  |
| -------------- | --------- | ---------- |
| Estados Unidos | 9 - 6     | Suécia     |
| Dinamarca      | 9 - 7     | Alemanha   |
| Escócia        | 4 - 7     | Suíça      |
| Canadá         | 10 - 6    | Itália     |
| França         | 13 - 11   | Inglaterra |
| 8ª rodada      |           |            |
| Itália         | 2 - 10    | Alemanha   |
| Inglaterra     | 3 - 10    | Suécia     |
| Estados Unidos | 1 - 8     | Canadá     |
| Suíça          | 9 - 7     | Noruega    |
| França         | 10 - 5    | Escócia    |
| 9ª rodada      |           |            |
| Canadá         | 12 - 2    | Dinamarca  |
| Estados Unidos | 5- 11     | Suíça      |
| França         | 14 - 3    | Alemanha   |
| Suécia         | 11 - 3    | Itália     |
| Inglaterra     | 6 - 10    | Noruega    |
| 10ª rodada     |           |            |
| Estados Unidos | 6 - 2     | Noruega    |
| França         | 11 - 4    | Itália     |
| Inglaterra     | 2 - 11    | Suíça      |
| Escócia        | 7 - 6     | Canadá     |
| Suécia         | 11 - 4    | Dinamarca  |
| 11ª rodada     |           |            |
| Suécia         | 9 - 11    | Alemanha   |
| Estados Unidos | 4 - 6     | Escócia    |
| Itália         | 3 - 11    | Noruega    |
| Dinamarca      | 5 - 10    | Suíça      |
| Inglaterra     | 2 - 13    | Canadá     |

| Jogos desempate | Jogos desempate | Jogos desempate |
| --------------- | --------------- | --------------- |
| Escócia         | 6 - 4           | Estados Unidos  |
| Suíça           | 8 - 5           | França          |

#### Classificação
| País           | Capitã            | V | D  |
| -------------- | ----------------- | - | -- |
| Suécia         | Birgitta Törn     | 8 | 2  |
| Canadá         | Lindsay Sparks    | 7 | 3  |
| Suíça          | Gaby Casanova     | 7 | 3  |
| Escócia        | Beth Lindsay      | 7 | 3  |
| França         | Paulette Delachat | 7 | 3  |
| Estados Unidos | Nancy Langley     | 7 | 3  |
| Dinamarca      | Iben Larsen       | 4 | 6  |
| Alemanha       | Susi Kiesel       | 4 | 6  |
| Noruega        | Ellen Githmark    | 3 | 7  |
| Itália         | Nella Alvera      | 1 | 9  |
| Inglaterra     | Janette Forrest   | 0 | 10 |

### Segunda fase
|  | Semifinal | Semifinal | Semifinal |       |    | Final  | Final | Final |  |
|  |           |           |           |       |    |        |       |       |  |
|  | 1         | Suécia    | 8         |       |    |        |       |       |  |
|  | 1         | Suécia    | 8         |       |    |        |       |       |  |
|  | 4         | Escócia   | 5         |       |    |        |       |       |  |
|  | 4         | Escócia   | 5         |       | 1  | Suécia | 5     |       |  |
|  |           |           |           |       | 1  | Suécia | 5     |       |  |
|  |           |           | 3         | Suíça | 13 |        |       |       |  |
|  | 3         | Suíça     | 3         | Suíça | 13 | 7      |       |       |  |
|  | 3         | Suíça     |           |       |    |        |       |       |  |
|  | 2         | Canadá    | 3         |       |    |        |       |       |  |

| Campeonato Mundial Feminino de Curling de 1979 |
| ---------------------------------------------- |
| Suíça Campeã (1º título)                       |